# Erinus
Genre
Erinus est un genre de plantes herbacées de la famille des Plantaginaceae selon la classification APG III.

## Liste d'espèces
Selon NCBI (5 août 2010) :
| - Erinus africanus - Erinus alpinus - Erinus americanus - Erinus aethiopicus - Erinus bilabiatus - Erinus campanulata - Erinus capensis - Erinus europaeus - Erinus fragrans | - Erinus frutescens - Erinus glabratus - Erinus gracilis - Erinus hispanicus - Erinus humilis - Erinus incisus - Erinus laciniatus - Erinus lanceolatus - Erinus lychnideus | - Erinus maritimus - Erinus olivana - Erinus patens - Erinus peruvianus - Erinus portulacaster - Erinus procumbens - Erinus pulchellus - Erinus selaginoides - Erinus simplex | - Erinus thiabaudii - Erinus tomentosus - Erinus tristis - Erinus umbellatus - Erinus verticillatus - Erinus villosus - Erinus viscosus |